# Graphomoa theridioides
Graphomoa theridioides là một loài nhện trong họ Linyphiidae. Chúng được Ralph Vary Chamberlin miêu tả năm 1924. Chúng được tìm thấy ở một số bang của Hoa Kỳ như Alabama, Florida, Georgia, Louisiana, và Tennessee.